# Idrottsnation

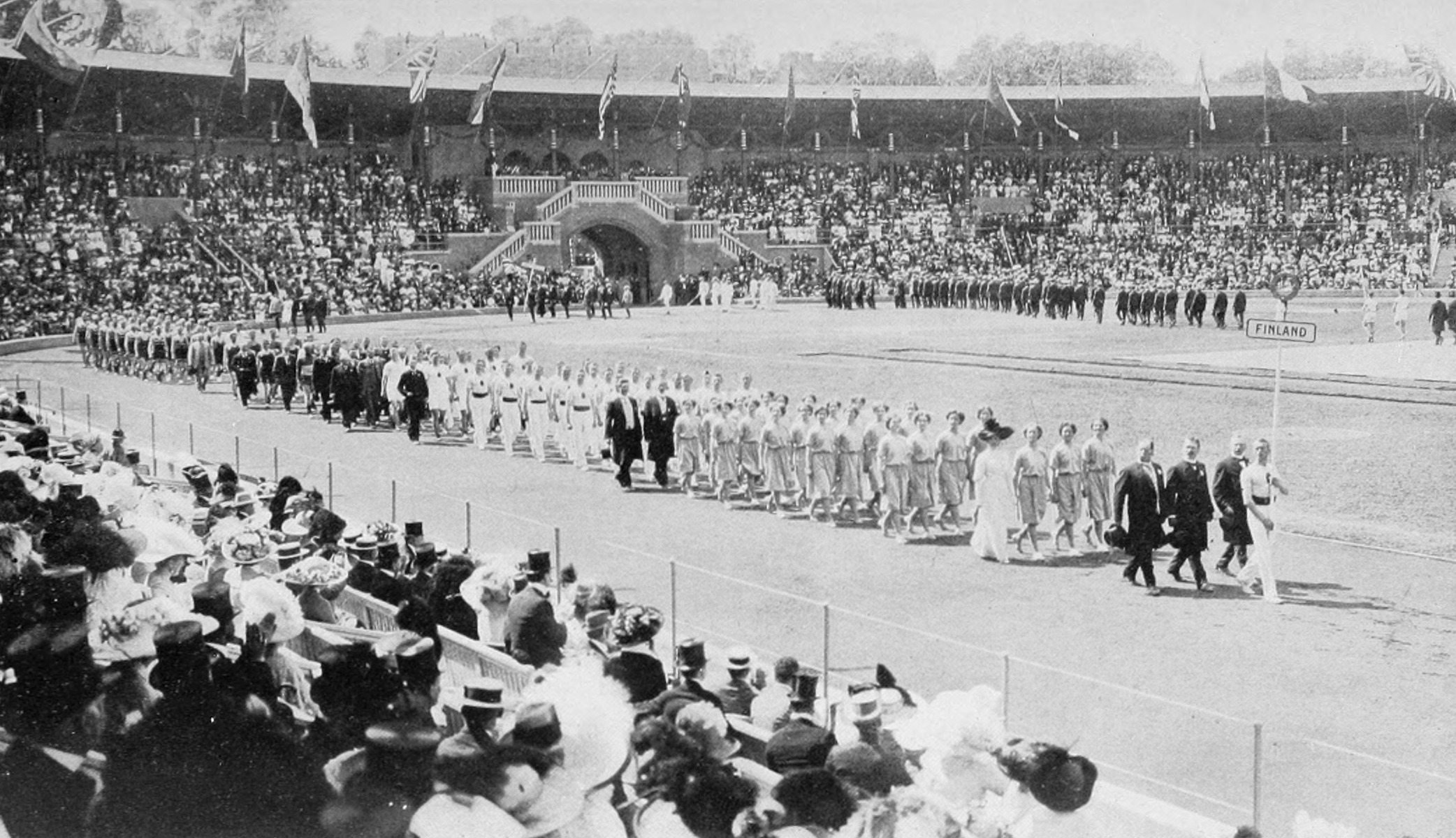
Finland i olympiska sommarspelen 1912, fem år före republikens utropande.

Idrottsnation är ett begrepp som lanserades av Internationella olympiska kommittén.
Begreppet bygger på nationalitetsprincipen mer än på rikssamhörigheten. Trots avsaknad av politisk suveränitet kunde olika nationer delta i olympiska spelen med egen trupp, som exempelvis tjecker, finländare, kanadensare, australier, sydafrikaner, indier. 
Internationella olympiska kommitténs kongress i Haag, Nederländerna 1907 definierade begreppet. Enligt "allmänna regler" som hade godkänts av kongressen kunde varje nation som hade gjort sig känd för sina idrottsprestationer i princip godkännas som "idrottsland" under förutsättning att det ägde en enhetlig rättsordning. Formuleringen innebar emellertid ett hinder för polacker.

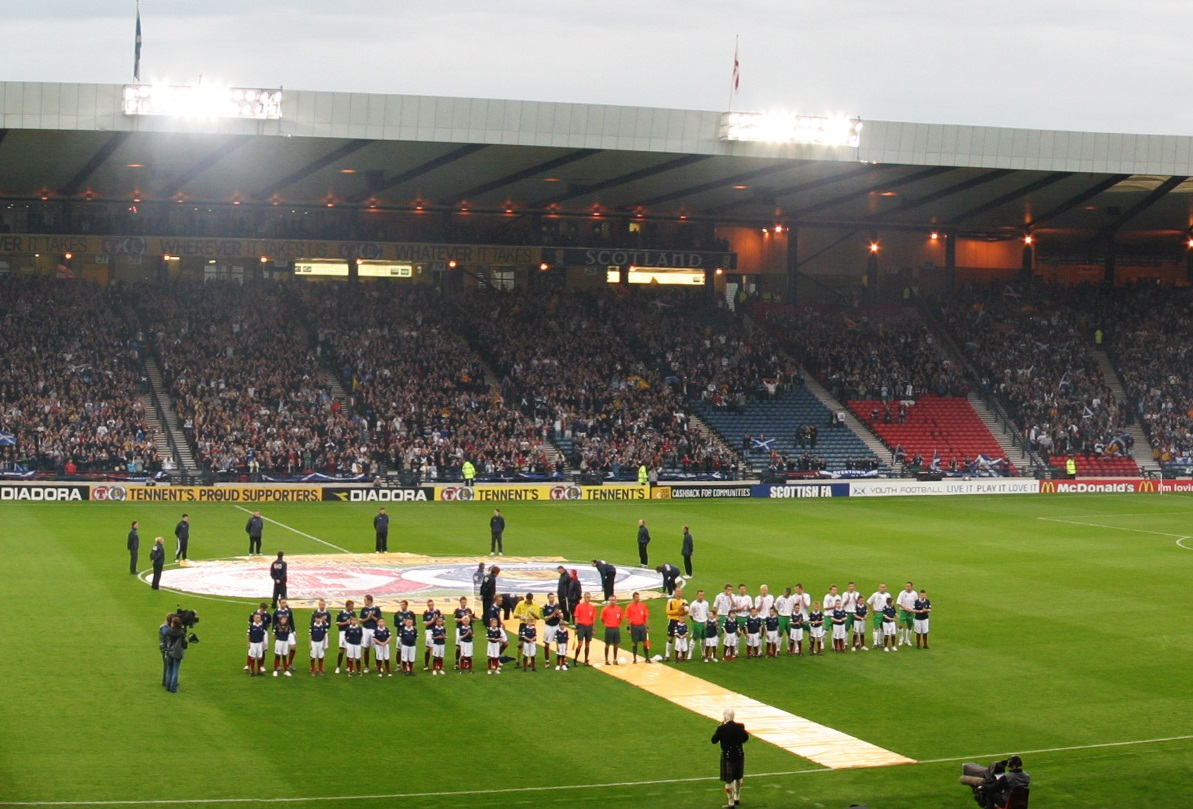
Skottland möter Nordirland i fotboll, herrlandskamp i Glasgow, augusti 2008. I själva verket har varken Skottland eller Nordirland självständighet.

I till exempel fotboll och rugby kan England, Skottland, Wales och Nordirland tävla var för sig, trots att det inte rör sig om självständiga stater, men det gäller inte i olympiska spel, där i stället ett brittiskt landslag används.

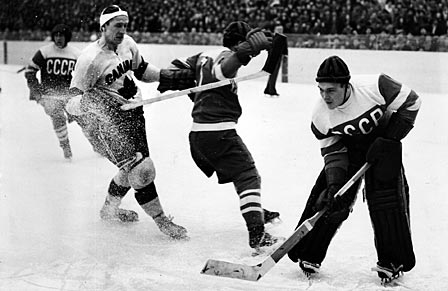
I dag används begreppet gärna om ett lands idrottsframgångar. Sovjetunionen beskrivs ofta som stor idrottsnation. Kanada har ofta kallats för stor ishockeynation.

I dag används dock begreppet främst för att tala om sport- och idrottslivet i ett land i allmänhet, och landets resultat i internationella tävlingar, till exempel talar man om att gamla Sovjetunionen var en stor idrottsnation, då främst syftande på landets framgångar under internationella tävlingar. Med denna betydelse kan begrepp också användas om exempelvis fotbollsnation, ishockeynation och så vidare.